# Северноамеричка рагби лига
Северноамеричка рагби лига (енгл. North American Rugby League) је професионално, континентално, клупско такмичење Северне Америке у рагбију 13, у коме учествују два професионална рагби 13 клуба из Канаде и дванаест професионалних рагби 13 клубова из САД.

## Историја
У Северној Америци, рагби 13 се почео играти током двадесетог века. Северноамерички рагби 13 клубови су током двадесет првог века, почели да се такмиче у британском систему такмичења. Торонто вулфпак, Њу Јорк фридом, Отава ејсес су познати клубови из Северне Америке. Легенда новозеландског рагбија, Сони Бил Вилијамс постао је 2020. један од најплаћенијих рагбиста свих времена, када је потписао уговор вредан пет милиона долара по сезони, за канадски рагби 13 клуб Торонто вулфпек.

## Тимови учесници
У Северноамеричкој рагби лиги учествује 14 професионалних рагби 13 клубова, који су подељени у две конференције. У источној конференцији игра осам клубова (два клуба су из Канаде), а у западној конференцији учествује шест клубова.

### Источна конференција
- Отава ејсес
- Торонто вулфпек
- Атланта рајнос
- Бруклин кингс
- Бостон 13
- Кливленд 13
- Њу Јорк фридом
- Вашингтон каварли

### Западна конференција
- Остин армадиљос
- Лас Вегас блекџекс
- Феникс веном
- Портланд лоџерс
- Сан Дијего свел
- Сан Франциско раш